# Tebogo Mamathu
Tebogo Mamathu (* 27. Mai 1995) ist eine gesperrte südafrikanische Sprinterin.

## Sportliche Laufbahn
Erste internationale Erfahrungen sammelte Tebogo Mamathu bei den Juniorenafrikameisterschaften 2013 in Bambous, bei denen sie im 100-Meter-Lauf in 11,98 s die Goldmedaille gewann sowie in 47,56 s die Silbermedaille mit der südafrikanischen 4-mal-100-Meter-Staffel. Im Jahr darauf erreichte sie bei den Juniorenweltmeisterschaften in Eugen das Halbfinale über 100 Meter, in dem sie mit 12,12 s im Halbfinale ausschied. Zudem konnte sie sich mit der Staffel nicht für das Finale qualifizieren.
2016 siegte sie mit der Staffel in 43,66 s bei den Afrikameisterschaften im heimischen Durban, während sie im Einzelbewerb in 11,54 s den siebten Platz belegte. Zwei Jahre darauf wurde sie bei den Afrikameisterschaften in Asaba in 11,73 s Sechste.
Bei den IAAF World Relays 2019 in Yokohama konnte sie das Rennen mit der 4-mal-100-Meter-Staffel im Vorlauf nicht beenden. Im August belegte sie bei den Afrikaspielen in Rabat in 11,65 s den sechsten Platz und gewann mit der Staffel in 44,61 s die Silbermedaille hinter Nigeria. Im selben Jahr gewann Mamathu bei den Südafrikanischen Leichtathletik-Meisterschaften die Goldmedaille im 100-Meter-Lauf.

### Doping
2020 wurde sie Ende Februar positiv auf das anabole Steroid Oxandrolon getestet und für vier Jahre bis 22. Februar 2024 gesperrt.

## Bestzeiten
(Stand: 24. November 2020)
- 100 Meter: 11,04 s (+1,9 m/s) in La Chaux-de-Fonds am 30. Juni 2019
- 200 Meter: 23,69 s (−0,2 m/s) in Polokwane am 30. April 2016
- 4 × 100 Meter: 43,66 s in Durban am 24. Juni 2016